# Tropfen auf heiße Steine (Rainer Werner Fassbinder)
Tropfen auf heiße Steine ist ein Bühnenstück von Rainer Werner Fassbinder, das dieser 1965 im Alter von 19 Jahren schrieb. Die Uraufführung fand erst 1985 – drei Jahre nach Fassbinders Tod – beim Theaterfestival München statt. Das Textfragment wurde nach seinem Tod im Nachlass Fassbinders entdeckt. Das Stück handelt in einer lakonisch kargen Unmittelbarkeit vom Scheitern einer bisexuellen Liebesbeziehung.

## Inhalt
Der 50-jährige bisexuelle Versicherungsreisende Leopold Bluhm spricht auf offener Straße den nur halb so alten adretten Franz Meister an, mit dem er kurz darauf ein Schäferstündchen verbringt, obwohl Franz eigentlich mit seiner Verlobten Anna verabredet ist. Doch sie entschließen sich, zusammen als Männer-WG zu wohnen und Sex zu haben.
Während einer von Leopolds Dienstreisen taucht Franz' Verlobte Anna auf. Franz genießt ihre bedingungslose Abhängigkeit ihm gegenüber, kann sich aber nicht durchringen, seine homosexuelle Beziehung zu Leopold zu beenden. Als dieser zurückkommt, verfällt nun Anna dem Charme des 50-Jährigen. Leopold hingegen hat parallel eine langjährige Liebschaft mit Vera. Als diese aber nach einer Geschlechtsumwandlung wieder zu ihm zurückkehrt und ihn in flagranti mit Anna erwischt, entsteht ein großes Tohuwabohu.

## Film
Das postum veröffentlichte Stück wurde 2000 von François Ozon unter dem Titel Gouttes d'eau sur pierres brulantes mit Bernard Giraudeau und Malik Zidi in den Hauptrollen inszeniert.